# یواس‌اس فاون (۱۸۶۳)
یواس‌اس فاون (۱۸۶۳) (به انگلیسی: USS Fawn (1863)) یک کشتی بود که طول آن ۱۵۸ فوت ۸ اینچ (۴۸٫۳۶ متر) بود. این کشتی در سال ۱۸۶۳ ساخته شد.